# Coup de Grâce (album)
Pour les articles homonymes, voir Coup de grâce (homonymie).
 (septembre 2017).
Si vous disposez d'ouvrages ou d'articles de référence ou si vous connaissez des sites web de qualité traitant du thème abordé ici, merci de compléter l'article en donnant les références utiles à sa vérifiabilité et en les liant à la section « Notes et références ».
Albums de Mink DeVille
Le Chat bleu
(1980) Where Angels Fear to Tread
(1983)
Coup de Grâce est le quatrième album du groupe de rock américain Mink DeVille, sorti en 1981 chez Atlantic Records.
Jack Nitzsche produit l'album, son troisième pour Mink DeVille, avec Willy DeVille (la chanson Love Me Like You Did Before est produite par Willy et Thom Panunzio (en)).
Le magazine rock néerlandais OOR (en) classe Coup de Grâce comme le 5e meilleur album de l'année 1981.

## Liste des titres
Toutes les chansons sont écrites et composées par Willy DeVille, sauf annotations.
|       | 'Face A'                                                 |      |
| A1.   | Just Give Me One Good Reason                             | 3:18 |
| A2.   | Help Me Make It (Power of a Woman's Love) (Eddie Hinton) | 4:10 |
| A3.   | Maybe Tomorrow                                           | 2:57 |
| A4.   | Teardrops Must Fall                                      | 4:13 |
| A5.   | You Better Move On (Arthur Alexander)                    | 3:01 |
|       | 'Face B'                                                 |      |
| B1.   | Love and Emotion                                         | 3:40 |
| B2.   | So in Love Are We (Willy DeVille, Roger Rich)            | 3:45 |
| B3.   | Love Me Like You Did Before                              | 3:16 |
| B4.   | She Was Made in Heaven                                   | 2:59 |
| B5.   | End of the Line                                          | 2:46 |
| 34:05 |                                                          |      |

## Crédits
| - Willy DeVille : guitare solo, guitare slide, guitare rythmique, chant - Rick Borgia : guitare rythmique, guitare solo - Joe Vasta : basse - Thommy Price : batterie, percussions - Brother Johnny Espinet, Jimmy Maelen : percussions - Kenny Margolis : claviers, accordéon, vibraphone - Louis Cortelezzi : saxophone baryton - Mink DeVille, The Exhilarations, Eve Moon : chœurs | - Production : Jack Nitzsche, Willy DeVille, Thom Panunzio - Arrangements : Jack Nitzsche - Ingénierie : James A. Ball, Thom Panunzio - Direction artistique : Bob Defrin - Design : Sandi Young - Photographie : Joyce Ravid, John Pilgreen |